# Nábis
Nábis (em grego clássico: Νάβις), dito o Usurpador, foi rei de Esparta de 207 a 192 a.C.
Seu primeiro ato como tirano foi atacar os messênios à noite, que foram pegos de surpresa. Com a chegada de Filopêmen, Nábis se retirou da Messênia sob um acordo.
Nábis assassinou a criança Pélops, filho e herdeiro do tirano de Esparta Licurgo. Historiadores modernos levantaram a hipótese de que Macânidas e Nábis (no início) não foram reis, mas regentes de Pélops.
Nábis entrou em guerra com os romanos, mas conseguiu um cessar-fogo com eles. Foi durante o cessar-fogo que um homem de Calidão, fazendo-se passar por amigo, mas tendo sido enviado pelos etólios, assassinou Nabis.
Possuía uma cadeira para torturar e matar seus inimigos, chamada de máquina da morte de Apega, em honra à sua esposa. A descrição desta máquina é muito semelhante à "dama de ferro".
Após seu assassinato, os espartanos, desejando uma figura real para servir de símbolo escolheram um menino de família real, colocaram-no sobre um cavalo, pegaram em armas e atacaram os assassinos de Nabis. O nome deste rei é dado por Tito Lívio como Laconicus, possivelmente uma transliteração do adjetivo "λακωνικός" (lacônico). Os lacedemônios ofereceram a Filopêmen a casa de Nábis, avaliada em mais de cem talentos, pela sua coragem e por ele ter derrotado dois tiranos (Nábis e Macânidas), mas ele recusou.